# Església de Sant Joan Apòstol i Evangelista (Massamagrell)
L'església Parroquial de Sant Joan Apòstol i Evangelista, és un temple catòlic situat a la plaça de la Constitució de Massamagrell. El temple data del segle xviii.
El temple té la condició de Bé de Rellevància Local segons la Disposició Addicional Quinta de la Llei 5/2007, de 9 de febrer, de la Generalitat, de modificació de la Llei 4/1998, d'11 de juny, del Patrimoni Cultural Valencià (DOCV Núm. 5.449 / 13.02.2007).
El règim urbanístic del temple està regulat pel Plà General d'Ordenació Urbana de l'Ajuntament de Massamagrell, de novembre de 1990. L'última intervenció que s'ha realitzat a l'edifici és la rehabilitació de la façana i el campanar per l'arquitecte José Luis Gisbert.
Església de planta basical amb tres naus i amb capelles laterals amb decoració Rococó. Destaca la façana, amb un retaule del Barroc, i el retaule de l'altar d'estil neoclàssic. Té una torre barroca de planta quadrada i una alçada de 42 metres, la decoració del remat és clàssica i les pilastres que hi han a cada costat dels arcs semicirculars són dòriques i té cinc campanes anomenades El Cimbolet, La Maresa, la Valenciana, la Secana i la Saguntina.
Joan_Celda_de_la_Visitació, sacerdot i pintor, titolar de la parròquia des de 1980 fins a 1995, ha deixat una mostra de la seua creació artística en les parets de l'església parroquial de Massamagrell.